# Frauenstein (Karintia)
Frauenstein osztrák község Karintia Sankt Veit an der Glan-i járásában. 2016 januárjában 3645 lakosa volt.

## Elhelyezkedése

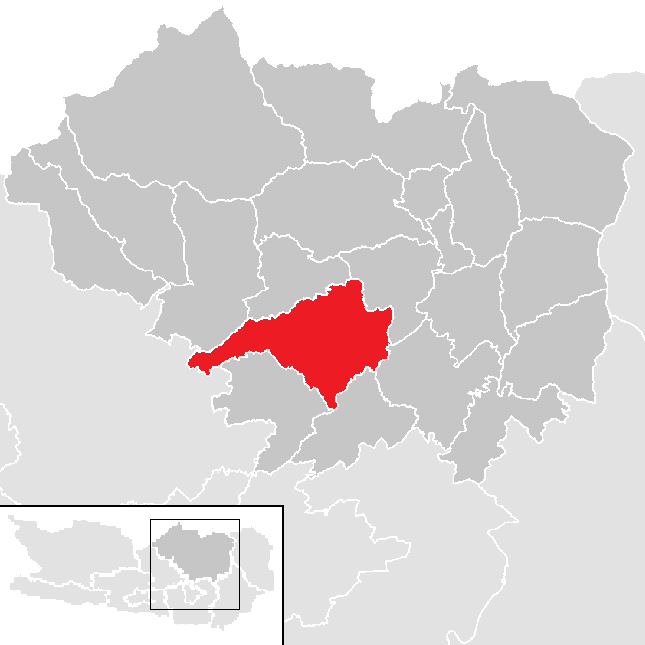
Frauenstein a Sankt Veit-i járásban

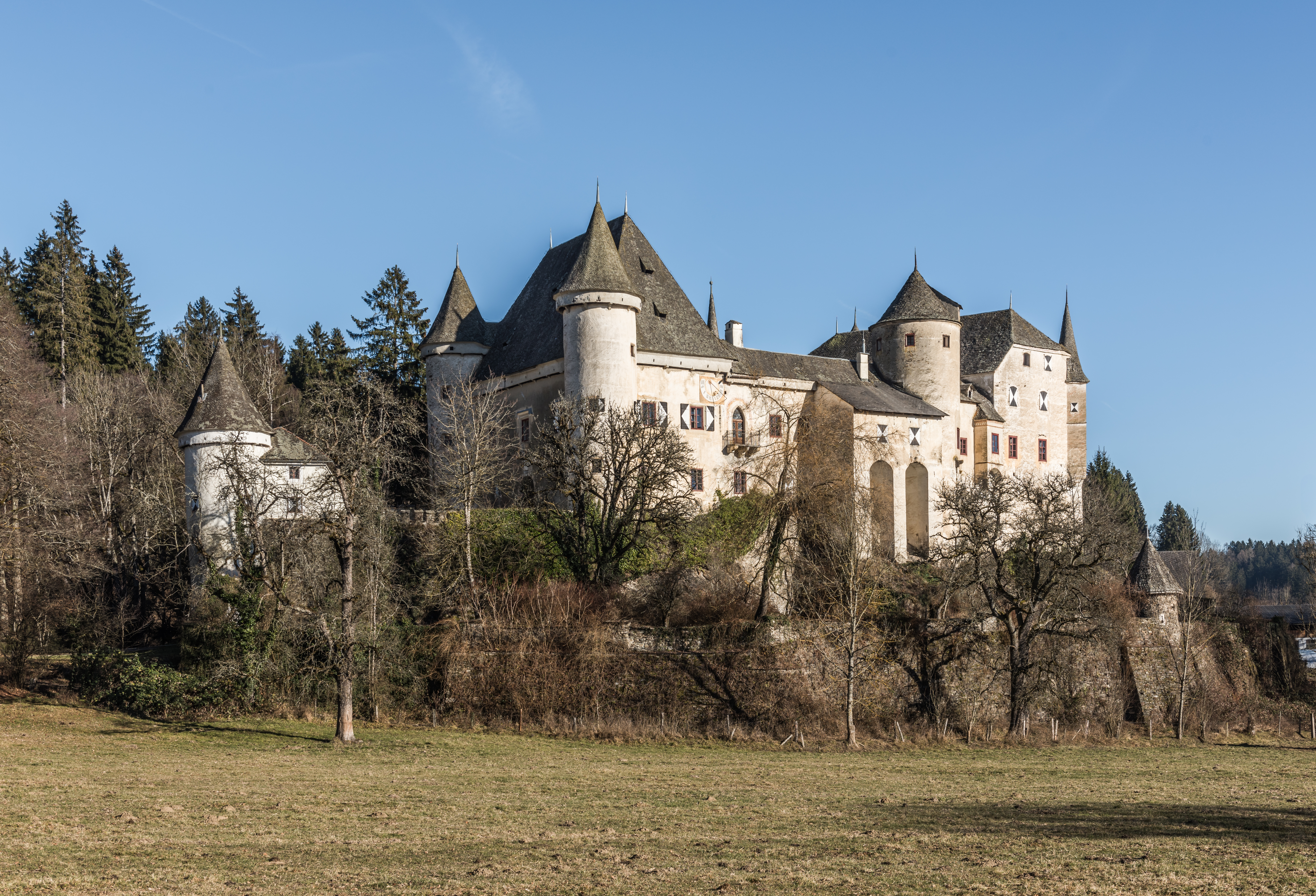
Frauenstein vára

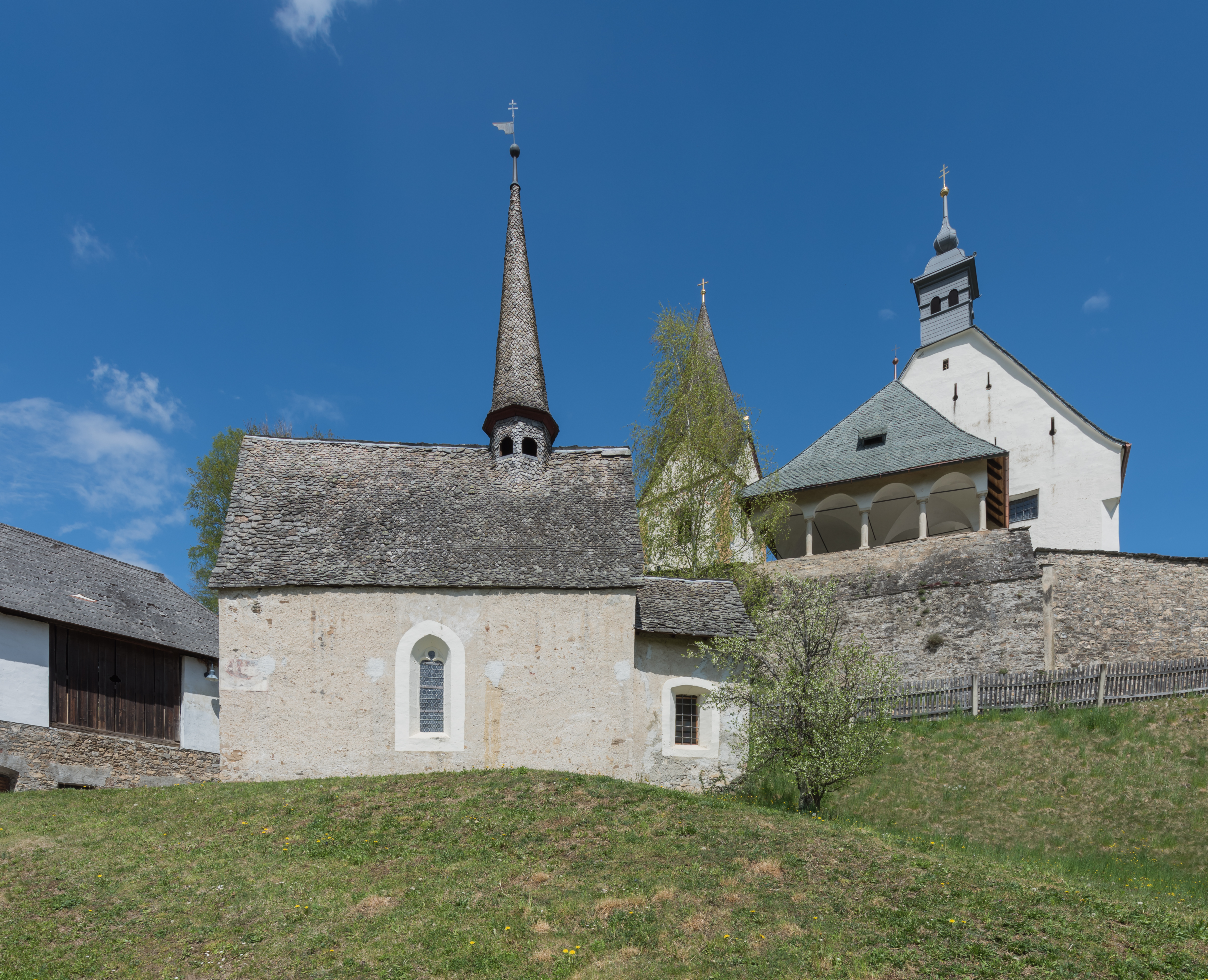
Kraig temploma

Frauenstein Karintia keleti részén fekszik. Legnagyobb állóvize a Kraigi-tó. A hegyvidéki környezetben, nagy területen elterülő önkormányzat 8 katasztrális községben 52 kis falut és településrészt fog össze, amelyek lakossága 583 (Kraig) és 0 (Mailsberg) között változik.
A környező települések: északnyugatra Weitensfeld im Gurktal, északra Gurk, északkeletre Mölbling, délkeletre Sankt Georgen am Längsee, délre Sankt Veit an der Glan és Liebenfels, délnyugatra Steuerberg és Sankt Urban.

## Története
Kraig 1091-ben, Frauenstein vára 1197-ben szerepel először az írott forrásokban. A nagy kastélyon kívül több vár is épült a hercegi székhelyül szolgáló Sankt Veit szomszédságában; a Spanheim családé volt Freiberg és a kraigi vár, a Truchsesseké pedig Nussberg és Schaumburg. 
Az 1848-as forradalomig a mai község területe a Kraigerberg és Nußberg családok birtoka volt, ezután pedig létrejöttek Schaumboden, Obermühlbach és Pfannhof önkormányzatai. Utóbbit 1899-ben kettéosztották Kraigra és Meiseldingre. A község a mai formájában 1973-ban jött létre a fenti önkormányzatok - és a szomszédos községek némi területének - egybeolvasztásával. 

## Lakosság
A frauensteini önkormányzat területén 2016 januárjában 3645 fő élt, ami növekedést jelent a 2001-es 3528 lakoshoz képest. Akkor a helybeliek 96,3%-a volt osztrák állampolgár. A lakók 96%-ának a német, 0,8%-ának a szlovén volt az anyanyelve. 83,4%-uk katolikusnak, 6,6% evangélikusnak, 1,4% muszlimnak, 7,3% pedig felekezeten kívülinek vallotta magát. 

## Látnivalók
- Frauenstein vára
- a Dornhofi-kastély
- a Hunnenbrunni-kastély
- a Pörlinghofi-kastély
- a Wimitzsteini-kastély
- a kraigi felső- és alsóvár romjai
- a nussbergi vár romjai
- a freibergi várrom
- a pfannhofi várrom
- a schaumburgi várrom
- Eggen evangélikus temploma
- Lorenziberg temploma
- Nußberg Szt. Oszvald-temploma
- Kraig temploma

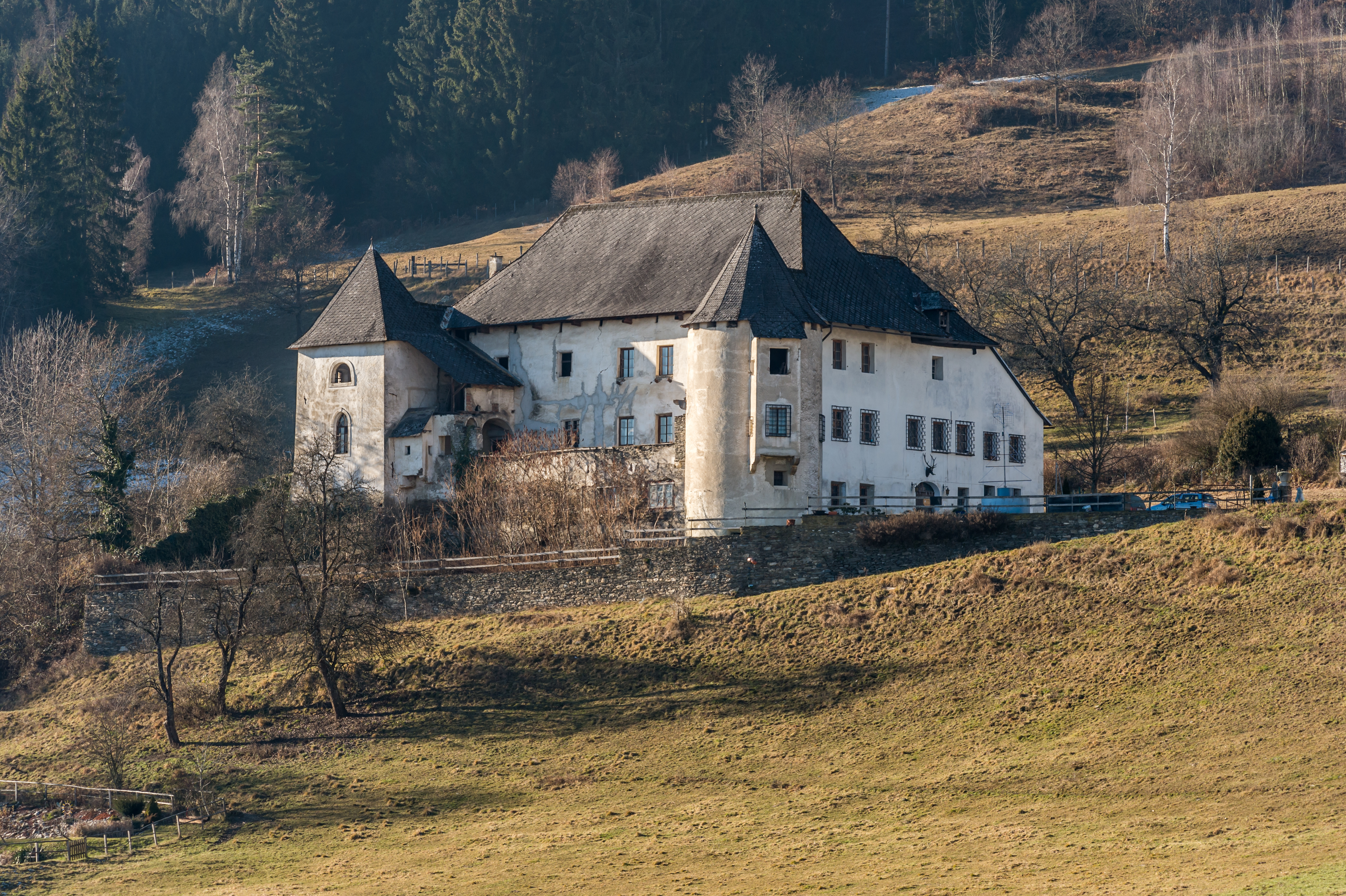
Dornhof kastélya

- a fából épült Szentháromság-templom

## Fordítás
- Ez a szócikk részben vagy egészben  a   Frauenstein (Kärnten) című német Wikipédia-szócikk ezen változatának fordításán alapul.  Az eredeti cikk szerkesztőit annak laptörténete sorolja fel. Ez a jelzés csupán a megfogalmazás eredetét és a szerzői jogokat jelzi, nem szolgál a cikkben szereplő információk forrásmegjelöléseként.